# Degermyrtjärnen (Junsele socken, Ångermanland)
Degermyrtjärnen är en sjö i Sollefteå kommun i Ångermanland och ingår i Ångermanälvens huvudavrinningsområde.